# Décès en 917
Décès
- 913
- 914
- 915
- 916
- 917
- 918
- 919
- 920
- 921

Cette page dresse une liste de personnalités mortes au cours de l'année 917 :
- 21 janvier : Erchanger Ier de Souabe, duc de Souabe.
- 10 février : Frédérune, épouse de Charles III le Simple.
- 5 août : Euthyme Ier de Constantinople, patriarche de Constantinople.
- septembre : Omar Ben Hafsun, personnalité d'al-Andalus.
- 29 novembre : Radboud d'Utrecht, évêque d'Utrecht.

- Augaire mac Aililla, roi de Leinster.
- Khúc Hạo, gouverneur d'Annam (nord de l'actuel Viêt Nam, à l'époque province à l’extrême sud de la Chine).
- Yahya ben Idris ben Umar, sultan idrisside.

## Crédit d'auteurs
- Cet article est partiellement ou en totalité issu de l'article intitulé « 917 » (voir la liste des auteurs).